# Dorothée de Solms-Laubach
Dorothée de Solms-Laubach (en allemand Dorothea zu Solms-Laubach ; 31 janvier 1579 à Laubach ; 19 juillet 1631 à Finstingen en France) est grave de Solms-Laubach et, par mariage, comtesse de Regenstein (de), de Harz, de Blankenburg et Wilde et de Salm-Kirbourg.

## Origine
Elle est la fille du comte Jean-Georges Ier de Solms-Laubach (1547-1600) et de son épouse Marguerite de Schönburg-Glauchau (1554-1606), fille du baron Georges Ier de Schönburg-Glauchau (bg) (1529-1585) et de Dorothée Reuss-Greiz (1522-1572).

## Descendance

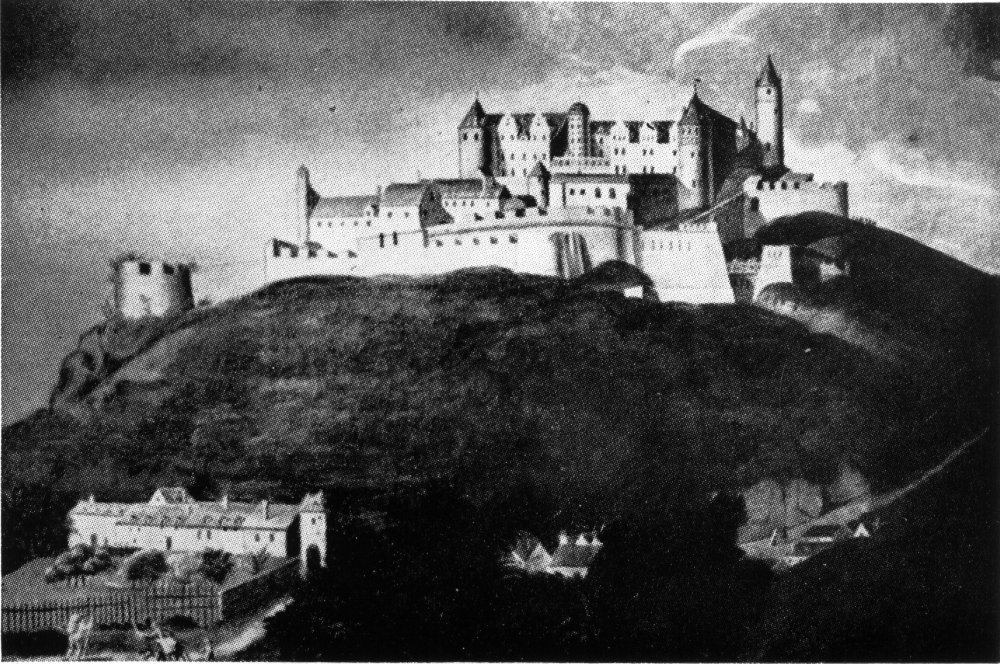
Château de Kirbourg, XVIIe siècle

Elle contracte un premier mariage le 5 octobre 1595 à Blankenburg avec le comte Martin de Regenstein-Blankenburg (bg) (* 7 septembre 1570 ; † 13 avril 1597), le plus jeune fils du comte Ernest Ier de Regenstein-Blankenburg (bg) (1528-1581) et de la comtesse Barbara de Honstein-Firraden (bg) (v. 1525-1600/1604). Ils ont un fils:
- Jean-Ernest (* 29 octobre 1596, Blankenburg ; † 4 juillet 1599)

Elle contracte un second mariage le 17 mai 1607 à Laubach avec Jean-Casimir de Salm-Kyrbourg († 1651), deuxième fils d'Otto Ier de Salm-Kirbourg-Möhringen (bg) (1538–1607) et de la comtesse Ottilie de Nassau-Wilbourg (1546 – v. 1610). Ils ont pour enfants :
- Jean-Louis (1609–1641), assassiné à Quedlinbourg ;
- Anne-Julienne (1609–1609) ;
- Georges-Frédéric de Salm-Kirbourg (bg) (1611–1681), marié en premières noces le 19 février 1638 à la comtesse Anne-Élisabeth de Stolberg (1611-1671), puis en secondes noces le 19 juillet 1672 à Anne-Élisabeth de Down-Falkenstein (bg) (1636-1685), veuve du comte Georges-Guillaume de Leiningen-Dagsbourg-Heydesheim (bg) (1636-1672) ;
- Sophie-Julienne († 1612) ;
- Anne-Catherine-Dorothée (1614–1655), mariée le 26 février 1637 à Strasbourg au duc Eberhard III de Wurtemberg-Stuttgart (1614-1674) ;
- Anne-Claudine (1615–1673), mariée le 10 décembre 1637 au comte Jean-Jacob de Rappolstein (1598-1673), fils du comte Eberhard de Rappolstein (1570-1637) et d'Anne de Kirbourg (1572-1608) ;
- Agathe (v. 1617–), épouse le 22 mars 1637 le comte Albert-Louis de Kreichingen († 1651), fils du comte Pierre-Ernest II de Kreichingen-Putlingen (bg) († 1633) et d'Anne-Sibylle de Nassau-Wilbourg (bg) (1575–1643) ;
- Anne-Barbara.

Jean-Casimir se marie une seconde fois en 1633 avec la comtesse Anne-Julienne de Leiningen-Dagsbourg-Hardenbourg (1599-1685).